# Микрофон-85
«Mikrofons-85» (рус. Микрофон-85) — конкурс эстрадной песни, проходивший в Латвийской ССР в 1985 году в рамках ежегодного конкурса «Mikrofons».
Конкурс в 1985 году проводился в 13-й раз; в нём приняли участие 30 новых песен, написанных и исполненных латвийскими авторами. В ходе голосования в адрес Латвийского радио поступило 59 473 письма.
Заключительный концерт конкурса прошёл в студии нового телецентра Латвийского телевидения на Закюсале. Это был единственный «Микрофон» 1980-х годов, по итогам которого не выпущена грампластинка с лучшими песнями.

## Победители конкурса
Наибольшее количество голосов в 1985 году набрала песня Зигмарса Лиепиньша на народные слова «Zibsnī zvaigznes aiz Daugavas» (рус. «Сверкают звёзды за Даугавой»), которая в то время звучала как посвящение латышским парням, отправленным на службу в Афганистан. Песню исполнила Мирдза Зивере, таким образом в 4-й раз ставшая лауреатом «Микрофона».
Открытием 1985 года стала группа «Jumprava», песня которой «Par rozēm» разделила 3-е место с песней «Mātei» в исполнении Жоржа Сиксны, набрав абсолютно равное число голосов.
Первые 15 мест распределились следующим образом:
| Место | Название песни                                                     | Исполнитель           | Автор музыки, автор текста         |
| ----- | ------------------------------------------------------------------ | --------------------- | ---------------------------------- |
| 1     | Zibsnī zvaigznes aiz Daugavas рус. Сверкают звёзды за Даугавой     | Мирдза Зивере         | Зигмарс Лиепиньш слова народные    |
| 2     | Pasaule, pasaulīt рус. О, этот мир!                                | ВИА «Эолика»          | Борис Резник Дагния Дрейка         |
| 3     | Mātei рус. Маме                                                    | Жорж Сиксна           | Иварс Вигнерс Имантс Аузиньш       |
| 3     | Par rozēm рус. О розах                                             | ВИА «Jumprava»        | Айгарс Войтишкис Имантс Дикесс     |
| 4     | Zemeņu lauks рус. Земляничная поляна                               | ВИА «Эолика»          | Александр Кублинскис Дагния Дрейка |
| 5     | Tu mana Āfrika, mana Antarktīda рус. Ты моя Африка, моя Антарктида | Каспарс Димитерс      | Каспарс Димитерс                   |
| 6     | Nedalāmā рус. Неделимая                                            | Айнарс Миелавс        | Улдис Мархилевич Янис Балтаусс     |
| 7     | Mākonis рус. Облако                                                | ВИА «Jumprava»        | Ингус Улманис И. Гравере           |
| 8     | Tavai balsij рус. Твоему голосу                                    | Каспарс Димитерс      | Каспарс Димитерс                   |
| 9     | Pusnaktī рус. В полночь                                            | Адрианс Кукувас       | Адрианс Кукувас Витаутс Люденс     |
| 10    | Ūsainā puķe рус. Усатый цветок                                     | группа «Credo»        | Армандс Алкснис Леонс Бриедис      |
| 11    | Laiks tālāk iet рус. Пора идти дальше                              | Айя Кукуле            | Харийс Баш Херманис Паукш          |
| 12    | Puiku dziesma рус. Песня мальчишек                                 | Иго                   | Айнарс Вирга Иго                   |
| 13    | Bumerangs рус. Бумеранг                                            | Иго                   | Айнарс Вирга Гунтарс Рачс          |
| 14    | Par smilgām рус. О былинках                                        | Иго, группа «Neptūns» | Янис Лусенс Янис Балтвилкс         |
| 15    | Trijjūgs iz tumsas рус. Тройка из тьмы                             | Рита Тренце           | Улдис Стабулниекс Дагния Дрейка    |